# Армо (Італія)
Армо (італ. Armo, ліг. Armo) — муніципалітет в Італії, у регіоні Лігурія, провінція Імперія.
Армо розташоване на відстані близько 450 км на північний захід від Рима, 90 км на південний захід від Генуї, 25 км на північний захід від Імперії.
Населення — 112 осіб (2014).

## Демографія
Населення за роками:

Станом на 1 січня 2023 року в муніципалітеті офіційно проживало 18 іноземців з 6 країн, серед них 4 громадяни країн Євросоюзу.

## Сусідні муніципалітети
- Капрауна
- Ормеа
- П'єве-ді-Теко
- Порнассіо